# Hylocomium pyrenaicum
Hylocomium pyrenaicum là một loài Rêu trong họ Hylocomiaceae. Loài này được (Spruce) Lindb. mô tả khoa học đầu tiên năm 1879.